# قانون جایگزینی پوشاک

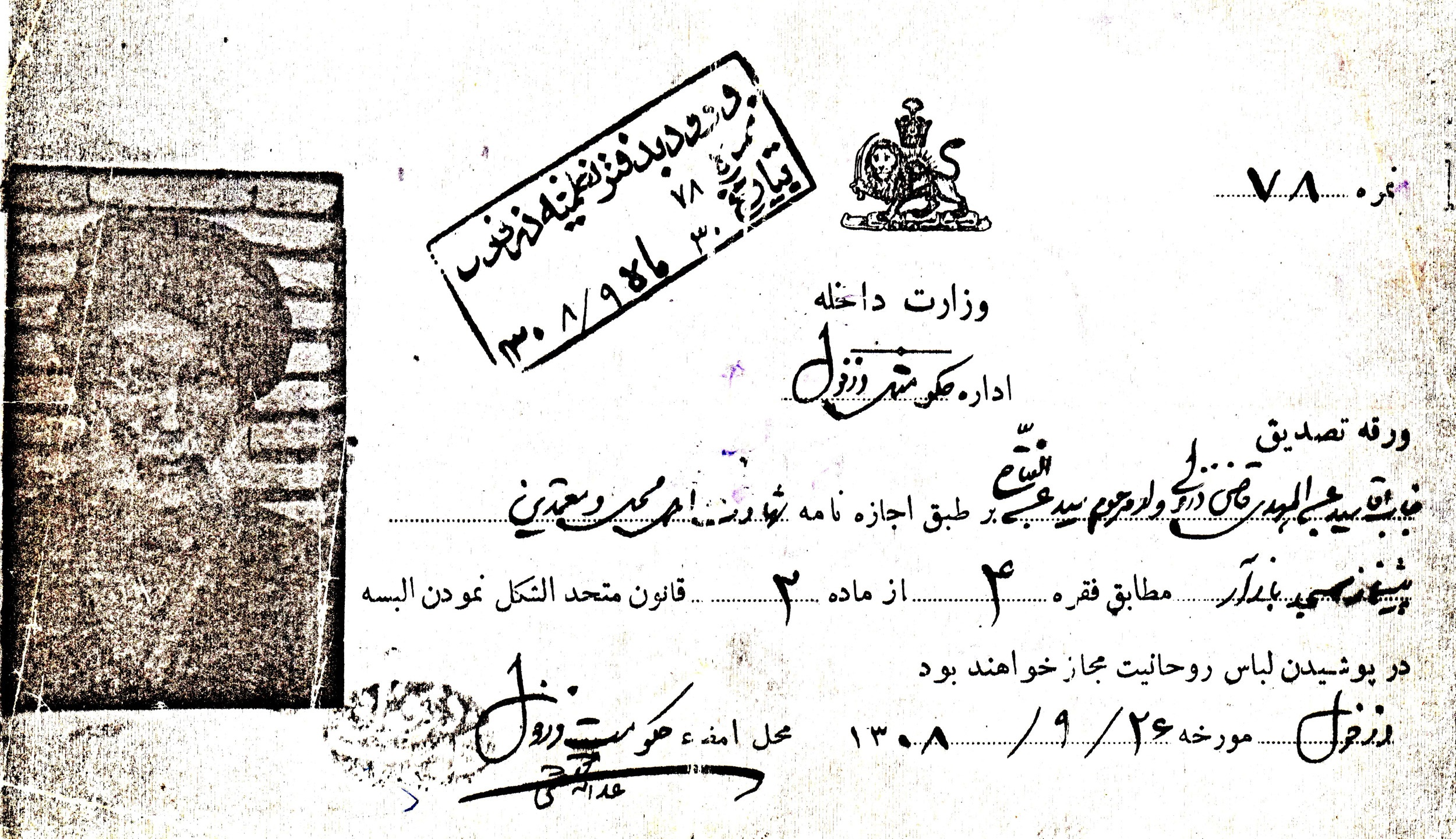
یک «ورقهٔ تصدیق» به تاریخ ۱۷ دسامبر ۱۹۲۹/ ۲۶ آذر ۱۳۰۸ صادرشده از نظمیهٔ دزفول که به یک روحانی شیعهٔ ایرانی اجازه پوشیدنِ پوشش ویژه‌اش را می‌دهد.

در سال ۱۳۰۷ خورشیدی (۱۹۲۸ میلادی) بر اساس قانون قانون متحدالشکل نمودن البسه اتباع ایران در داخله مملکت کلیه مردان اهل ایران مجبور شدند عمامه و کلاه‌های سنتی خود را با کلاه پهلوی جایگزین کنند.
دو سال پس از آن در اسفند ۱۳۰۸ خورشیدی استفاده از لباس‌های سنتی  (قبا، شال، عبا، پوستین، عمامه و نظیر آن) برای کلیه پسران و مردان ممنوع شد و جای آن را کت و شلوار و کلاه پهلوی گرفت. شش سال بعد در خرداد ۱۳۱۴ خورشیدی مجلس قانون دیگری را به تصویب رسانید که کلاه شاپو را جایگزین کلاه پهلوی و کفش چرمی اروپایی را جایگزین انواع کفش‌های سنتی موجود کرد. تنها کسانی که از این قوانین معافیت داشتند گروهی بودند که آخوند یا روحانی خوانده می‌شدند. روحانیت شامل علما و مجتهدین، طلاب حوزه‌های علمیه، پیش‌نمازان مساجد، و اندک گروهی دیگر می‌شدند. تمامی این افراد بایستی از سوی حکومت برای پوشیدن لباس «روحانیت» مجوز دریافت می‌کردند. قوانین متحدالشکل کردن لباس با برکناری رضا شاه در سال ۱۳۲۰ خورشیدی (۱۹۴۱ میلادی) و اشغال ایران توسط متفقین لغو گردید.